# Czernin (województwo zachodniopomorskie)
Czernin – wieś sołecka w Polsce położona w województwie zachodniopomorskim, w powiecie kołobrzeskim, w gminie Dygowo.
Według danych z 1 stycznia 2011 r. wieś miała 352 mieszkańców.
Jest to typowa wieś rolnicza. We wsi znajduje się Szkoła Podstawowa im. Orła Białego i zabytkowy kościół.

## Historia
Czernin został założony w średniowieczu jako wieś owalnicowa. Centralną część wsi zajmował plac z kościołem, cmentarzem i stawem. Wokół niego, zwłaszcza po północnej stronie drogi zgrupowane były najstarsze zagrody. Wybudowania w południowej części wsi zostały wzniesione w XIX w., podobnie jak przy drodze do Dygowa i Stramnicy. Obecnie wieś przekształcona jest w wielodrożnicę z czytelnym układem owalnicowym.
W latach 1954–1959 wieś należała i była siedzibą władz gromady Czernin, po jej zniesieniu w gromadzie Dygowo.

## Zabytki
- Kościół filialny Wniebowzięcia NMP, gotycki, z XIV-XV w., częściowo rozbudowany w XVII-XIX w., wyposażenie kościoła stanowią cenne zabytki ruchome[6]

inne
- chałupy ryglowane z pierwszej i drugiej połowy XIX w.